# Wild (Ratsgeschlecht)

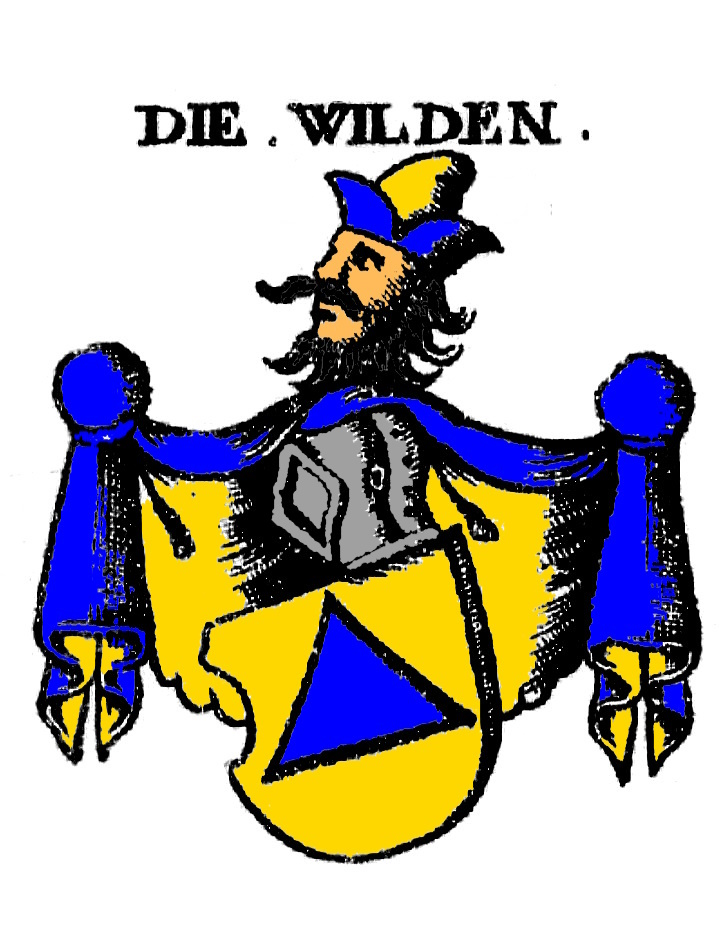
Wappen der Wild in Farbe

Die Wilden oder kurz Wild war ein Ratsgeschlecht der Reichsstadt Regensburg.

## Geschichte
Die Familie gehörte „nur“ den „ehrbaren Geschlechtern“ der Reichsstadt an und ist nicht zu verwechseln mit der ebenfalls Die Wilden genannten Familie Wild, die dem Regensburger Patriziat angehörte und ein anderes Wappen führte.
Leonard Wild stammte wahrscheinlich aus dieser Familie und habe nach Gustav Adelbert Seyler zwischen 1478 und 1489 die erste Buchdruckerei in Venedig gegründet. Einer älteren Veröffentlichung zufolge druckte er in Venedig „in Gesellschaft des Nikolaus von Frankfurt“ im Jahr 1478 eine lateinische Bibel, insbesondere aber Thomas von Aquins Werk Super quarto libro sententiarum (undatiert) und Supplementum Pisanellae von Nicolaus von Ausmo (1489 und 1499).
Belegt aus dieser Familie Wild sind außerdem der Ratsherr Jorg Wild (1384), der Kleriker Ulrich Wild (1318), der Domherr Ulrich Wild († 1389), Friedrich Wild (1331) und Hans Wild der Jüngere (1398).

## Wappen

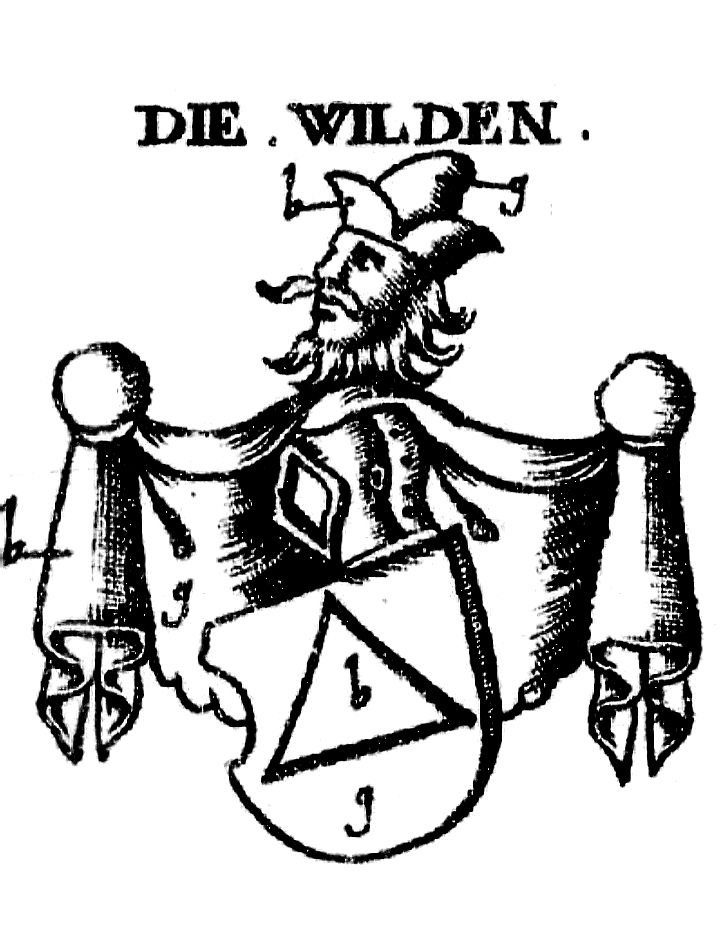
Wappen der Wild bei Paul Fürst

Im Wappen führte das Ratsgeschlecht Wild in Gold ein blaues Dreieck. Helmkleinod: wachsender Rumpf (bzw. Kopf) eines bärtigen Mannes mit blau-gestülpter goldener Mütze („Heidenkopf“). Helmdecken: blau-golden.